# Mạnh Châu
Mạnh Châu (tiếng Trung: 孟州) là một thành phố cấp huyện tại địa cấp thị Tiêu Tác, tỉnh Hà Nam, Trung Quốc. Huyện cấp thị này có diện tích 541 km² và dân số 360.000 người. Mã bưu chính: 454900.

## Lịch sử
Thời cổ nơi đây là Mạnh Đồ quốc, đến thời nhà Tần đặt làm huyện Hà Ung, thời Hán-Tấn đổi thành Hà Dương. Đến năm Hội Xương thứ 3 thời Đường Vũ Tông (tức năm 843) thăng Hà Dương lên thành châu Mạnh và tới năm Hồng Vũ thứ 10 thời Minh (tức năm 1377), bỏ châu và trở thành huyện Mạnh. Tháng 5 năm 1996, huyện này được nâng cấp thành huyện cấp thị Mạnh Châu.

## Phân chia hành chính
Huyện cấp thị này có 4 nhai đạo biện sự xứ, 6 trấn, 1 hương với 273 thôn hành chính.
- Nhai đạo biện sự xử: Hội Xương, Đại Định, Hà Ung, Hà Dương.
- Trấn: Tây Quắc, Triệu Hòa, Nam Trang, Hóa Công, Thành Bá, Cốc Đán.
- Hương: Hòe Thụ.

## Nhân vật nổi tiếng
- Hàn Dũ: Một trong tám nhà thơ văn nổi tiếng trong Đường Tống bát đại gia.
- Hàn Tương Tử： Cháu của Hàn Dũ, theo truyền thuyết là một trong Bát tiên của Đạo giáo.
- Phan An: Một người đàn ông đẹp trai nổi tiếng thời nhà Tấn, từng làm huyện lệnh Mạnh Châu.

## Kinh tế
Các ngành công nghiệp chính của Mạnh Châu bao gồm chế tạo máy, chế biến lông thú, thực phẩm và sản xuất hóa chất. GDP của huyện cấp thị năm 2006 là 8,68 tỷ nhân dân tệ (1,09 tỷ USD).

## Giao thông
- Đường sắt Bắc Kinh-Quảng Châu, đường sắt Lũng Hải, đường sắt Tiêu Liễu.
- Sân bay quốc tế Tân Trịnh cách huyện cấp thị 130 km, Sân bay Lạc Dương cách 30 km.
- Đường cao tốc Liên Hoắc, đường cao tốc Thái Úc và đường cao tốc Mạnh Thấm, đường cao tốc Mạnh Vũ.